# دفتر یادداشت
دفتر یادداشت مجموعهٔ نمایش خانگی ایرانی در ژانر طنز و جنایی محصول سال ۱۴۰۲ به کارگردانی کیارش اسدی‌زاده و تهیه‌کنندگی حسین اکبری است. دفتر یادداشت اولین تجربهٔ بازیگری رضا عطاران در سریال نمایش خانگی پس از ۱۰ سال است. نخستین قسمت از این سریال، جمعه ۲۶ آبان ۱۴۰۲ در بستر فیلم‌نت پخش شد. رضا عطاران، حسن معجونی، مینا ساداتی، کاظم سیاحی، سوگل خلیق، زهرا داوودنژاد، بیژن بنفشه‌خواه، فرنوش نیک اندیش، آزیتا حاجیان، فاطمه نیشابوری، پاشا رستمی، مریم سعادت، ناهید مسلمی، 
فریبا متخصص،  الهام پاوه نژاد، طوفان مهردادیان، شمسی‌ فضل‌‌الهی، داریوش کاردان،  و اردشیر رستمی از جمله بازیگران این مجموعه هستند.

## خلاصهٔ داستان
ایرج و حمید، رفقای قدیمی از دوران کودکی، سرشان برای پیگیری پرونده‌های جنایی درد می‌کند، پای آن‌ها ناخواسته به پروندهٔ قتل‌ سیمین باز می‌شود، پرونده‌ای که ورود آن‌ها آبستن حوادث خطرناک‌تری می‌شود.

## بازیگران و شخصیت‌ها
| بازیگر          | نقش                | توضیحات                                                     |
| --------------- | ------------------ | ----------------------------------------------------------- |
| رضا عطاران      | ایرج مجد           | برادر سیمین، همسر روح‌انگیز، پدر نازنین و علی                |
| حسن معجونی      | حمید مژده          | دوست ایرج، همسر سیمین                                       |
| مینا ساداتی     | منیر صالحی         | مدیر ساختمان و آسایشگاه، همسر بیژن                          |
| کاظم سیاحی      | غراب               | کارآگاه، همسر نازنین، دوست سیمین                            |
| سوگل خلیق       | نازنین مجد         | دختر ایرج و روح‌انگیز، خواهر علی، نامزد سابق امیر، همسر غراب |
| زهرا داوودنژاد  | روح‌انگیز           | همسر ایرج، مادر نازنین و علی                                |
| بیژن بنفشه‌خواه  | ناصر               | اولین لابی‌من، برادر ناتنی امیر                              |
| اردشیر رستمی    | تیام               | ساکن ساختمان، فرزندخواندهٔ شعله                              |
| الهام پاوه‌نژاد  | شراره              | ساکن ساختمان، همسر دوم فرهاد                                |
| پاشا رستمی      | امیر               | ساکن ساختمان، برادر ناتنی ناصر، نامزد سابق نازنین           |
| فریبا متخصص     | شعله لاکی          | مادرخواندهٔ حمید و تیام، زن بابای غراب                       |
| مریم سعادت      | مهین               | مدیر قمارخانه                                               |
| شمسی فضل‌الهی    | خانم امانی         | همسر اول فرهاد، مادر منیر                                   |
| ناهید مسلمی     | مادربزرگ امیر      | مادربزرگ امیر                                               |
| داریوش کاردان   | بیژن نجفی/شمس لاکی | همسر منیر، برادر شعله                                       |
| آزیتا حاجیان    | سیمین مجد          | خواهر ایرج، همسر حمید                                       |
| طوفان مهردادیان | صاحبکار شعله       | صاحب کاباره                                                 |
| فاطمه نیشابوری  | خانم خلیلی         | خاله ناصر، ساکن ساختمان                                     |
| فرنوش نیک‌اندیش  | شهین دَربند         | خدمتکار آسایشگاه، دوست صمیمی منیر                           |

## درباره سریال

### حواشی پوستر

پوستر تبلیغاتی قبل از انتشار

در ۹ تیر ۱۴۰۲ پس از انتشار اعلان و پیش‌نمایش تبلیغاتی مجموعه دفتر یادداشت بسیاری از مخاطبان متوجه شباهت آن به سکانس مشهوری از فیلم مالنا با بازی مونیکا بلوچی شدند. در این سکانس مشهور وقتی مالنا در محیطی عمومی سیگاری به سمت دهان خود می‌برد، ناگهان دستان چندین مرد با کبریت و فندک روشن به سوی او دراز می‌شود. به نظر می‌رسد پوستر و تیزر سریال دفتر یادداشت از این سکانس مشهور الهام گرفته شده‌است.
انتشار این تصاویر از سریال دفتر یادداشت بار دیگر صدای اعتراض کسانی که  منتقد تولیدات شبکه نمایش خانگی بوده و آن را مروج بی‌بندوباری می‌دانند بلند کرد و بسیاری کاربران شبکه‌های اجتماعی اشاره این سریال به فیلم مالنا که به محتوا و صحنه‌های اروتیکش مشهور است را مناسب ندانسته و واکنش تندی به آن نشان دادند.

### موسیقی
لایت موتیف قاتل، ملودی یکشنبهٔ غم‌انگیز (به انگلیسی: Gloomy Sunday) است. بر اساس افسانه‌ای محلی؛ بسیاری از مردم پس از گوش دادن به این آهنگ اقدام به خودکشی کرده‌اند. در سریال، قاتل این آهنگ را با پیانو مینوازد و قتل های خود را به‌صورت خودکشی صحنه‌سازی می‌کند که با افسانه یکشنبهٔ غم‌انگیز هماهنگی دارد.

## برنامه پخش
| شماره فصل | روز و ساعت پخش | اولین پخش فصل | پایان فصل     | قسمت‌ها | سال انتشار | تعداد قسمت‌های فصل | کانال  |
| --------- | -------------- | ------------- | ------------- | ------ | ---------- | ----------------- | ------ |
| فصل ۱     | جمعه           | ۲۶ آبان ۱۴۰۲  | ۱۸ اسفند ۱۴۰۲ | ۱۶     | ۱۴۰۲       | ۱۶–۱              | فیلم‌نت |